# Bartosz Śpiączka
Bartosz Śpiączka (Wolsztyn, 1991. augusztus 19. –) lengyel labdarúgó, a GKS Tychy csatárja.

## Pályafutása
Śpiączka a lengyelországi Wolsztyn városában született.
2008-ban mutatkozott be a Sokół Rakoniewice felnőtt keretében. 2009 és 2017 között több klubnál is megfordult, játszott például a Dyskobolia Grodzisk, a Polonia Nowy Tomyśl, a Grom Wolsztyn, a Flota Świnoujście, a Podbeskidzie és a Górnik Łęczna csapataiban is. 2017-ben az első osztályban szereplő Niecieczához igazolt. Először a 2017. július 16-ai, Jagiellonia Białystok ellen 1–0-ra elvesztett mérkőzésen lépett pályára. Első gólját 2017. november 5-én, a Piast Gliwice ellen 2–1-re megnyert találkozón szerezte meg. A 2018–19-es szezonban a másodosztályú GKS Katowice csapatánál szerepelt kölcsönben. 2018. szeptember 14-én, a Chrobry Głogów ellen 2–0-ra elvesztett bajnokin debütált. 2020-ban visszatért a Górnik Łęcznához.
2022. július 1-jén kétéves szerződést kötött a Korona Kielce együttesével. Először a 2022. július 16-án, a Legia Warszawa ellen 1–1-es döntetlennel zárult mérkőzés 62. percében, Jevgenyij Sikavka cseréjeként lépett pályára. 2022. augusztus 1-jén, a Śląsk Wrocław ellen hazai pályán 3–1-ás győzelemmel zárult találkozón kétszer is betalált az ellenfél hálójába. A 2022–23-as szezon második felében a Wisła Płock csapatát erősítette kölcsönben. 2023. július 15-én a GKS Tychyhez írt alá.

## Statisztikák
2023. július 22. szerint
| Klub                      | Szezon   | Osztály     | Bajnokság | Bajnokság | Kupa és Ligakupa | Kupa és Ligakupa | Nemzetközi | Nemzetközi | Összesen | Összesen |
| Klub                      | Szezon   | Osztály     | Meccs     | Gól       | Meccs            | Gól              | Meccs      | Gól        | Meccs    | Gól      |
| ------------------------- | -------- | ----------- | --------- | --------- | ---------------- | ---------------- | ---------- | ---------- | -------- | -------- |
| Podbeskidzie              | 2014–15  | Ekstraklasa | 23        | 4         | 1                | 0                | —          | —          | 24       | 4        |
| Górnik Łęczna             | 2015–16  | Ekstraklasa | 35        | 9         | 0                | 0                | —          | —          | 35       | 9        |
| Górnik Łęczna             | 2016–17  | Ekstraklasa | 32        | 11        | 2                | 1                | —          | —          | 34       | 12       |
| Górnik Łęczna             | Összesen | Összesen    | 67        | 20        | 2                | 1                | 0          | 0          | 69       | 21       |
| Nieciecza                 | 2017–18  | Ekstraklasa | 36        | 3         | 2                | 3                | —          | —          | 38       | 6        |
| Nieciecza                 | 2018–19  | I Liga      | 6         | 1         | 0                | 0                | —          | —          | 6        | 1        |
| Nieciecza                 | Összesen | Összesen    | 42        | 4         | 2                | 3                | 0          | 0          | 44       | 7        |
| GKS Katowice (kölcsönben) | 2018–19  | I Liga      | 23        | 4         | 2                | 0                | —          | —          | 25       | 4        |
| Górnik Łęczna             | 2019–20  | II Liga     | 9         | 3         | 0                | 0                | —          | —          | 9        | 3        |
| Górnik Łęczna             | 2020–21  | I Liga      | 30        | 9         | 2                | 2                | —          | —          | 32       | 11       |
| Górnik Łęczna             | 2021–22  | Ekstraklasa | 27        | 11        | 3                | 1                | —          | —          | 30       | 12       |
| Górnik Łęczna             | Összesen | Összesen    | 66        | 23        | 5                | 3                | 0          | 0          | 71       | 26       |
| Korona Kielce             | 2022–23  | Ekstraklasa | 17        | 4         | 0                | 0                | —          | —          | 17       | 4        |
| Wisła Płock (kölcsönben)  | 2022–23  | Ekstraklasa | 13        | 2         | 0                | 0                | —          | —          | 13       | 2        |
| GKS Tychy                 | 2023–24  | I Liga      | 1         | 1         | 0                | 0                | —          | —          | 1        | 1        |
| Összesen                  | Összesen | Összesen    | 252       | 62        | 12               | 7                | 0          | 0          | 264      | 69       |

## Sikerei, díjai
Górnik Łęczna
- II Liga
  - Feljutó (1): 2019–20

- I Liga
  - Feljutó (1): 2020–21